# Emily Wei Rales
Emily Wei Rales, född 1976, är en amerikansk kurator och konstsamlare. 
Emily Wei var enda barnet i en familj med invandrare från Kina, som slog sig ned i Vancouver i Kanada. Hon utbildade sig på Wellesley College från 1994 och tog examen i kinakunskap samt i konsthistoria. Hon arbetade en period som medkurator för en utställning om kinesisk konst på Guggenheimmuseet i New York. Efter Wellesley College arbetade hon på ett konstgalleri i New York och organiserade tillsammans med en kuratorskollega från 2001 utställningar med yngre konstnärer i oanvända industrilokaler på nedre Manhattan. Hon började senare arbeta för affärsmannen och konstsamlaren Mitchell Rales i Washington D.C. för att förbereda öppnandet av ett nytt konstmuseum.
Glenstone Museum i Potomac i närheten av Washington D.C. öppnade 2006 med Elly Wei som chef.
Hon gifte sig 2008 med Mitchell Rales. Paret har två döttrar.